# 가스통 드 푸아느무르 공작
느무르 공작 가스통 드 푸아(프랑스어: Gaston de Foix, Duc de Nemours, 1489년 12월 10일 ~ 1512년 4월 11일)는 16세기 초 프랑스의 장군으로 이탈리아 전쟁에서 프랑스군 지휘관이 되어 캉브레 동맹 전쟁 중 1511년 - 1512년 사이 6개월간 그가 보여준 눈부신 활약 때문에 이탈리아의 번개(The Thunderbolt of Italy, le foudre d'Italie)라고 불렸으나 라벤나 전투에서 승리 직전 전사했다.

## 가족 관계
가스통은 장 드 나르본 자작(Jean de Foix, Viscount of Narbonne)와 마리 도를레앙(Marie d'orleans)의 아들이다. 그의 조부모는 푸아 백작 가스통 4세 드 푸아(Gaston IV of Foix-Grailly)와 나바라 여왕 레오노르(Queen regnant Eleanor of Navarre)였다.
외할아버지는 샤를 도를레앙으로, 어머니 마리는 루이 12세의 여동생이었기에 가스통은 프랑스의 국왕 루이 12세의 조카가 된다. 누이 제르멘은 아라곤왕 페란도 2세(할머니 레오노르의 이복동생)의 왕비가 되었다.

## 생애
1511년 가스통은 21살의 젊은 나이에 프랑스군 새 총사령관이 되어 이탈리아에 도착했다. 그의 존재와 그가 품고 있는 강한 열정과 너무나 활발한 움직임은 그동안 침체되었던 프랑스군에게 활기를 불어 넣었다.
1511년 5월 13일 볼로냐가 프랑스군에게 점령당하자, 나폴리 총독 라몬 데 카르도나는 프랑스군을 포위하기 위해 교황-스페인 연합군을 이끌고 볼로냐로 진격했다. 가스통이 그의 군대를 볼로냐로 진격하자 신성 동맹의 군대는 흩어져 버렸다. 그 다음 가스통은 북부로 진격하여 베네치아 및 브레시아를 맹렬히 공격하여 좀 더디지만 점령하였다(1512년 2월).
1512년 가스통은 북부 이탈리아 전역을 완전히 장악하였고 그의 군대는 이제 남쪽으로 진격하여 라벤나를 포위하고 이곳으로 스페인 군대를 끌어들여 결전을 벌일 예정이었다. 카르도나가 이끄는 교황-스페인 연합군은 프랑스 전선에 조심스럽게 접근해 강력한 방어진을 쳤다.
이때 가스통의 전력은 대략 23,000명의 병사와 8,500명 독일 란츠하흐트 용병 및 54문의 대포였는데 이에 대항하는 카르도나의 군대는 난폭한 16,000명의 군대와 30문의 대포, 그외 라벤나를 수비하는 병력 5,000명 정도였다. 가스통은 중세의 관습대로 결투장(전쟁을 벌이겠다는 전투장)을 보내고, 카드로나는 순순히 응했다.
1512년 4월 11일 대단히 중요한 라벤나 전투가 벌어졌고 스페인군은 론코강을 배후로 두고 유명한 공학기사 출신 장군인 페드로 나바로가 정면에 참호를 파서 강력한 방어진지와 장애물을 만들었다. 가스통은 라벤나성을 감시하기 위해 2,000명을 남겨두고, 남은 군을 이끌고 카르도나의 군대와 대치했다. 프랑스군은 라벤나성과 스페인 진지 중간에 위치해 양쪽의 합류를 막고, 스페인군이 만든 참호에 맞서 반원형의 형태로 진형을 만들어 전투 개시 시 스페인군의 측면을 공격할 수 있게 만들었다.
전투가 시작되고, 강력한 프랑스군의 중포의 대량 포격에 방어벽이 있던 스페인 보병은 견딜 수 있었으나, 포격에 그대로 노출된 스페인군 기병이 명령도 없이 프랑스군을 향해 돌격했다. 이 공격을 손쉽게 막은 프랑스군은 역습을 시작했다. 피비린내 나는 1시간동안의 혈전 끝에 란츠크네히트는 스페인 참호에 침입했다.
이걸 보고 2문의 대포를 스페인군 후방으로 이동시켜, 적의 전선을 공격하자 스페인군 후방은 큰 혼란에 빠져 무너지기 시작했다. 스페인군은 막대한 피해를 입고 퇴각 할 수밖에 없었다. 퇴각하는 스페인군을 추격하던 가스통의 기병대 돌격을 막은 스페인군 보병대에 가스통은 전사하고 말았다. 프랑스군에게 입은 스페인군 피해는 9,000명 정도로 상당히 피해를 입었으며 또한 포로중에는 페드로 나바로도 있었다.
가스통의 죽음은 프랑스에 엄청난 손실이었다. 이 젊고 용맹한 전사가 보여준 놀라운 재능과 뛰어난 지휘는 프랑스에 연속으로 승리를 안겨 주었다. 만약 그가 죽지 않고 살아 있었다면 이탈리아 전쟁은 전혀 새로운 방향으로 전개되었을 것이다.

## 참고 및 참조문헌
- Dupuy, Trevor N., Harper Encyclopedia of Military History. New York: HarperCollins, 1993. ISBN 0-06-270056-1
- Norwich, John Julius (1989). A History of Venice. New York: Vintage Books. ISBN 0-679-72197-5.
- Taylor, Frederick Lewis (1973). The Art of War in Italy, 1494-1529. Westport: Greenwood Press. ISBN 0-8371-5025-6.
- Baumgartner, Frederic J., "Louis XII" New York: St.Martin's Press, 1996. ISBN 0-312-12072-9

| 전임 루이 다르마냑 | 느무르 공작 1507년 7월 8일 ~ 1512년 3월 30일 | 후임 줄리아노 데 메디치 |